# Statsrådets fall
Statsrådets fall från 1971 är den tredje av pseudonymen Bo Baldersons humoristiska pusseldeckare om "Statsrådet" och hans svåger, adjunkt Vilhelm Persson. Berättelsen utspelas i Statsrådets villa i Spånga, dit adjunkten tillfälligt flyttat medan hans våning i stan renoveras, och deckarhistorien börjar med att ett lik hittas i ett skåp i Statsrådets arbetsrum.

## Rollgalleri
- "Statsrådet", justitieminister.
- Margareta, hans hustru, Vilhelm Perssons syster.
- Vilhelm Persson, sjukledig adjunkt.
- Svante Svanberg, statssekreterare på justitiedepartementet.
- Svea Svanberg, statssekreterarens tennisspelande hustru.
- Rydlander, rättschef på justitiedepartementet.
- Fru Rydlander.
- Karl Karling, "konsul", direktör för ett av "Statsrådets" företag.
- David Dååbh, departementsråd på finansdepartementet.
- Anita Johansson, statssekreterarens assistent.
- Johan Johansson, disponent, gift med Anita, klosettfabrikör.

## TV-film
1977 gjordes en TV-film i Danmark; Ministerens mord, med Ove Verner Hansen i rollen som Statsrådet och Paul Hagen som adjunkten.